# Elaine Aron
Elaine Nancy Aron (geb. Spaulding; * 1944 in Kalifornien) ist eine US-amerikanische Psychologin und Sachbuchautorin, hauptsächlich zum Thema Hochsensibilität. Ihr Buch The Highly Sensitive Person: How to Thrive When the World Overwhelms You gilt heute als Standardwerk auf diesem Gebiet.

## Leben
Elaine Aron absolvierte ihr Studium an der University of California, Berkeley, und der York University in Toronto mit dem Master of Arts in Klinischer Psychologie. Während ihres Praktikums am C. G. Jung Institute in San Francisco promovierte sie am Pacifica Graduate Institute in Santa Barbara zum Doctor of Philosophy in Klinischer Tiefenpsychologie.
1996 begann Aron den Themenkomplex Hochsensibilität zu untersuchen, für den sie heute als Pionierin gilt, und prägte den Begriff Sensory Processing Sensitivity (SPS).
Nach einer Operation 1987, die sie emotional aufwühlte, wurde ihr von den Ärzten eine psychologische Behandlung verordnet. Weil die Ärzte keine krankhaften Syndrome diagnostizieren konnten, wurde sie schlicht als „hochsensibel“ beschrieben. Zusammen mit ihrem Ehemann Arthur Aron (* 1945), ebenfalls Psychologe, beschrieb sie zehn Jahre später das Konstrukt der Hochsensibilität anhand von Fallbeispielen.
Sie betreibt (Stand: 2015) eine kleine Psychotherapie-Praxis in Mill Valley, Kalifornien und lebt mit ihrem Mann in Tiburon, bei San Francisco. Ihr Sohn Elijah Aron ist Drehbuchautor.

## Wirken
Die Forschungsergebnisse einer 1995 durchgeführten Umfrage erschienen im Jahre 1996 in ihrem über eine Million Mal verkauftem Buch The Highly Sensitive Person: How to Thrive When the World Overwhelms You (deutsch: Sind Sie hochsensibel? Wie Sie Ihre Empfindsamkeit erkennen, verstehen und nutzen), das heute als Standardwerk zu diesem Thema gilt. Es wurde in über 70 Sprachen übersetzt.
Elaine Aron prägte die Begriffe Hochsensibilität und hochsensibler Mensch. Die Hochsensibilität und ihre Ausdrucksformen und Konsequenzen für die Betroffenen machte sie zu ihrem Forschungsschwerpunkt, der sie ihr ganzes Leben hindurch begleitete. Wie ihre Forschungen zeigten, handelt es sich bei der Hochsensibilität nicht um eine Krankheit, sondern um eine genetisch bedingte Eigenschaft. Allerdings schließt sie nicht aus, dass ein geringer Teil der hochsensiblen Menschen die Hochsensibilität im Laufe ihres Lebens durch Traumata oder Dauerstress erworben hat. 
Laut Aron sind etwa 20 Prozent der Menschen hochsensibel.

## Publikationen (Auszug)

### Ins Deutsche übersetzte Schriften
- mit Arthur Aron: Der Maharishi-Effekt. Auf der Suche nach dem gesellschaftlichen und politischen Einfluss von Gruppenmeditation. Heyne, München 1991, ISBN 3-453-04959-4 (englisch: The Maharishi effect. A revolution through meditation. Stillpoint, Walpole 1986. Übersetzt von Anthony Gawlikowski).
- Sind Sie hochsensibel? Wie Sie Ihre Empfindsamkeit erkennen, verstehen und nutzen. mvg, Heidelberg 2005, ISBN 3-636-06246-8 (englisch: The Highly Sensitive Person. How to Thrive When the World Overwhelms You. Replica, Bridgewater 1996. Übersetzt von Cornelia Preuß).
- Hochsensibilität in der Liebe. Wie Ihre Empfindsamkeit die Partnerschaft bereichern kann. mvg, Heidelberg 2006, ISBN 978-3-636-06280-2 (englisch: The Highly Sensitive Person in Love. Understanding and Managing Relationships When the World Overwhelms You. Broadway, New York 2000. Übersetzt von Ulrike Laszlo, Sabine Schilasky).
- Das hochsensible Kind. Wie Sie auf die besonderen Schwächen und Bedürfnisse Ihres Kindes eingehen. mvg, München 2008, ISBN 978-3-636-06356-4 (englisch: The highly sensitive child. Helping our children thrive when the world overwhelms them. Broadway, New York 2002. Übersetzt von Ursula Bischoff, Sabine Schilasky).
- Hochsensible Menschen in der Psychotherapie. Junfermann, Paderborn 2014, ISBN 978-3-95571-022-4 (englisch: Psychotherapy and the Highly Sensitive Person. Improving Outcomes for That Minority of People Who Are the Majority of Clients. Routledge, New York 2010. Übersetzt von Christa Broermann).
- Die Kraft der Bindung. Wie die Liebe unseren Selbstwert bestimmt. mvg, München 2018, ISBN 978-3-86882-907-5 (englisch: The undervalued self. Restore your love/power balance, transform the inner voice that holds you back, and find your true self-worth. New York 2010.).

### Weitere Werke
- mit Arthur Aron: Love and the Expansion of Self. Hemisphere, Washington 1986, ISBN 0-669-10989-4.
- mit Arthur Aron: The Heart of Social Psychology. Lexington 1986, ISBN 0-669-10989-4.
- mit Arthur Aron: Statistics for Psychology. Prentice Hall, Englewood Cliffs 1994, ISBN 0-13-845637-2.
- mit Arthur Aron: Statistics For The Behavioral And Social Sciences. A Brief Course. Prentice Hall, Upper Saddle River 1997, ISBN 0-13-458902-5.